# Нихонијум
Нихонијум (Nh) синтетички је хемијски елемент IIIА групе и атомским бројем 113. Име је признато од IUPAC-а. Он је екстремно радиоактиван, а његов најстабилнији до данас познати изотоп, Nh-286 има време полураспада од око 10 секунди. У периодном систему, нихониј се налази у p-блоку трансактиноидних елемената. Члан је 7. периоде и смештен је у 13. групу елемената (група бора) периодног система, мада још увек није потврђено да ће се он понашати као тежи хомолог елемента талијума који је у истог групи.
Откриће нихонијума први пут је 2003. објавио заједнички руско-амерички тим при Здруженом институту за нуклеарно истраживање (JINR) са седиштем у руском граду Дубна, а наредне 2004. године слично откриће су објавили и јапански научници при RIKEN-у. Потврда ова два откића уследила је током неколико година, а била је плод међународне сарадње и настојања, која су укључивала независне тимове научника који су радили у САД, Немачкој, Шведској и Кини, као и првобитне откриваче у Русији и Јапану. У децембру 2015. Међународна унија за чисту и примењену хемију и физику формирали су заједничку радну групу која је званично признала постојање елемента, те је част и приоритет за давање имена новом елементу дала јапанским научницима при RIKEN-у, јер су пресудили да је RIKEN-ов тим недвосмислено демонстрирао да се у њиховим подацима и запажањима заиста ради о елементу 113, док су такви докази у радовима JINR изостали. Јапански тим предложио је назив нихонијум у марту 2016. а у новембру исте године IUPAC га је прихватио и прогласио званичним. Назив елемента потиче из јапанског имена за државу Japan (日本 нихон).
За нихонијум се очекује да буде унутар граница „острва стабилности”, претпостављеном концепту који покушава да објасни зашто неки супертешки нуклиди имају неуобичајено дуга времена полураспада, у поређењу са трендом изузетно брзо опадајуће стабилности елемената који следе након бизмута. Експерименти углавном подржавају ове теоретске претпоставке, а измерена времена полураспада потврђених изотопа нихонијума повећавају се од милисекунди до неколико секунди, повећањем броја неутрона и приближавањем „острву стабилности”. За нихонијум је израчунато да би могао имати неке особине сличне својим лакшим хомолозима: бору, алуминијуму, галијуму, индијуму и талијуму, те да би се понашао као постпрелазни метал као и четири тежа елемента из ове групе, мада би могле постојати и одређене разлике у односу на њих. На пример, нихонијум би требао имати доста стабилније оксидационо стање +1 од стања +3, слично талијуму, али би у стању +1 нихонијум требао бити доста сличнији сребру и астату него талијуму. Прелиминарни експерименти из 2017. показали су да елементарни нихонијум није много волатилан (нестабилан), иако је његова хемија у великој мери још неистражена.

## Историја
Дана 1. фебруара 2004. године тим састављен од руских научника Института за испитивање атома и америчких научника из Националне лабораторије Лоренс Ливермор добио је четири атома унунпентијума, који су после распада сачинили један атом унунтријума. Њихово откриће је захтевало потврду. 
Тим јапанских научника је 28. септембра 2004. године поновио експеримент са успехом.
Јапанци су предложили назив за овај елемент јапонијум.

### Етимологија
Након потврде открића елемента, напре му је додељено систематско име унунтријум (хемијски симбол Uut од лат. unus „један” (2 пута) и лат. tri „три”) уз одговарајући редни број 113. Такође је називан и ека-талијум (Санскрт: eka „један”, и „талијум“, тј. „један испод талија“) и незванично „јапанијум“. Дана 30. децембра 2015. IUPAC је званично потврдио откиће елемента 113, те право предлога имена доделио јапанском RIKEN институту. Био је то први елемент чије име је предложено од стране појединца или институције из Азије. Дана 8. уна 2016. јапански научници су за овај елемент предложили назив нихонијум (симбол Nh) као референцу на реч нихон (Јапан), а рок за жалбе на овај предлог истекао је 8. новембра 2016. године. Након тога 30. новембра 2016. IUPAC је званично објавио коначно име новог елемента.